# پیمان اکس لا شاپل
پیمان اکس لا شاپل در ۱۷۴۸ میلادی که به جنگ جانشینی اتریش خاتمه داد، در ۱۸ اکتبر ۱۷۴۸ میلادی در شهری به همین نام در غرب امپراتوری مقدس روم به امضا رسید.

## جنگ جانشینی اتریش
علل جنگ میان انگلیس و اسپانیا، مسائل بازرگانی بود؛ انگلیسی‌ها به کار قاچاق با آمریکای جنوبی مشغول بودند و اسپانیائی‌ها برای جلوگیری از این عمل با آنها سختگیری می‌کردند. سرانجام دولت انگلیس در سال ۱۷۳۹ اعلان جنگ داد و فرانسه به عنوان متحد اسپانیا وارد جنگ شد. در این موقع امپراتور، کارل ششم که فقط یک دختر به نام ماری ترز داشت تمام هم خود را صرف این می‌کرد که او را وارث و جانشین خود در اتریش، بوهم و مجارستان نماید و این امر به وسیله فرمانی که به تصویب دیت آلمان و تأیید اغلب کشورهای اروپائی رسید، عملی شد. لیکن در سال ۱۷۴۰، یعنی هنگامی که کارل ششم درگذشت زمامداران اروپائی قول و قرار خویش را از یاد بردند و فردریش دوم، پادشاه پروس، پیش از همه وارد جنگ شد و سیلزی را گرفت. این عمل مقدمهٔ ایجاد اتحادیه‌ای شامل پروس، ساکس، باویر، فرانسه، اسپانیا و ساردنی بود و حال آنکه اتریش، جز انگلیس و هلند متحدی نداشت.
در ابتدای امر چنین به نظر می‌رسید که کار اتریش یکسره شده باشد چون پروسی‌ها که در مولویتز فاتح شده بودند سراسر خاک سیلزی را گرفتند و یک سپاه فرانسوی و باواریایی داخل بوهم شده، پراگ را به تصرف درآوردند. ماری ترزا با پشت کار و مهارت فوق‌العاده‌ای به فعالیت پرداخت و پس از آنکه مجارستانی‌ها را که بیطرف مانده بودند با خود همداستان کرد، با فردریش دوم جداگانه صلح کرد و سیلزی را در اختیار او گذاشت ولی پس از این مصالحه به باویر حمله برد و فرانسویان را واداشت تا در بحبوحهٔ سرمای زمستان، بوهم را تخلیه کنند (عقب‌نشینی پراگ). در همین احوال منتخب بایرن، با عنوان کارل هفتم به امپراتوری اعلام و دست خاندان هابسبورگ از امپراتوری کوتاه شده بود، منتهی این پیشرفتهای سیاسی نمی‌توانست شکست نظامی را جبران نماید. فرانسویان ناچار از آلمان دست کشیده به کناره‌های رن عقب نشستند. اساس اتحادیه‌ای که در فوق به آن اشاره شد، نه تنها بر اثر کناره‌گیری پروس بلکه در نتیجهٔ پیمان شکنی ساکس و ساردنی که با اتریش همدست شده بودند، از هم پاشید.
فردریک دوم که از پیشرفت‌های اتریش ناراحت شده بود اقدام به جنگ کرد و پس از تصرف بوهم و ساکس، سه مرتبه دشمنان خود را شکست داد. فرانسوی‌ها، به فرماندهی موریس دوساکس به بلژیک حمله بردند و اتریشی‌ها و انگلیسی‌ها را در فونتنوا شکست داده سپس فلاندر را تصرف کردند. در ایتالیا، فرانسوی‌ها و اسپانیائی‌ها، پمون و میلانه را گرفته، ژن را به اتحاد با خود واداشتند (۱۷۴۵). اتریش مجدداً به زحمت افتاد ولی بزودی دورهٔ تازه‌ای برای پیشرفت آغاز شد چون با مرگ کارل هفتم، فرانسوا دو لورن شوهر ماری ترزا به سلطنت رسید و زمام امپراتوری مجدداً به دست خاندان‌هابسبورگ افتاد. از طرف دیگر فردریک برای بار دوم با عقد صلح جداگانه‌ای، سیلزی را تصرف کرد؛ بنابراین اتریشی‌ها و سپاهیان ساردنی، قوای دشمن را از میلانه بیرون رانده، ژن را گرفتند و پرووانس را در خطر هجوم قرار دادند. این پیشرفت‌ها در بلژیک با شکست‌هائی جبران شد به این معنی که فرانسویان در جنگ‌های روکو و لافلد پیش بردند و سراسر بلژیک را به تصرف درآوردند.
در دریا و در مستعمرات عملیات نظامی مهمی انجام نگرفت؛ انگلیسی‌ها در کانادا به چند پیروزی نائل شدند ولی فرانسویان، مدرس را از چنگ آنها بیرون آوردند.
طرفین که از جنگ خسته شده بودند در سال ۱۷۴۸ به صلح اکس لاشاپل رضا دادند. به موجب این معاهده اتریش، پارم و پلزانس را به اسپانیا واگذاشت ولی تغییرات ارضی مهم دیگری صورت نگرفت. به این ترتیب، جنگی که هشت سال طول کشیده بود، تغییر مختصری در وضع اروپا داد. در این جنگ نیروی پایداری اتریش و سیاست ناشیانه فرانسه که بدون تحصیل امتیازی، پیروز شده بود به ثبوت رسید، اساس برتری و تفوق انگلیس در نتیجهٔ این جنگ سست و متزلزل شد ولی قدرت نظامی و مهارت دیپلماتیک پروس آشکار گشت و از این پس، این دولت با وجود کمی وسعت خاک خود، در شمار یکی از دولت‌های بزرگ درآمد.

## مفاد
بریتانیا و فرانسه درخواست تشکیل کنگره‌ای برای پایان دادن به جنگ شدند و باقی ملل نیز از آنان پیروی کردندو مفاد قرارداد بدین شرح بود:
1. اتریش تسخیر سیلیزیا توسط فریدریش دوم، پادشاه پروس، را به رسمیت شناخت و به علاوه، چندین ناحیه در ایتالیا را به اسپانیا واگذار کرد.
2. فرانسه از هلند عقب‌نشینی کرد. همچنین، این کشور شهر مدرس در هند را به بریتانیا واگذار نمود.
3. ماریا ترزا، دوک نشین پارما، پیاچنزا و گوآستالا را به اسپانیا واگذار کرد.
4. دوک نشین مودنا و جمهوری جنوا -که توسط اتریش تسخیر شده بودند- بار دیگر آزاد شدند.[۵]

## پس از قرارداد
دولت‌های انگلیس، اسپانیا، و اتریش، هیچ‌یک از معاهده اکس لاشاپل راضی نبودند و علل و بهانه‌های تازه‌ای برای برخورد و تصادم وجود داشت. رقابت مستعمراتی میان فرانسه و انگلیس، در آمریکا و هند باقی بود. در آمریکا، مهاجران و کوچ نشین‌های انگلیس، در پیشروی به سوی مغرب، با مقاومت فرانسویان در لوئی زیان مواجه شدند و چند بار زد و خوردهایی میان دو کشور صورت گرفت. دوپلکس که حکومت مستعمرات فرانسه را در هند به عهده داشت در صدد برآمد برای توسعه آنها درکارهای شاهزادگان هندی مداخله کند ولی این سیاست موجب تیرگی روابط او و انگلیسی‌ها گشت ولی دولت فرانسه برای جلوگیری از جنگ او را به فرانسه بازخواند. در اروپا، مخصوصاً اتریشی‌ها تمایل زیادی به درهم ریختن اساس صلح از خود نشان می‌دادند و ماری ترز که نمی‌توانست رنج از دست رفتن سیلزی را بر خود هموار کند می‌کوشید تا اتحادیه‌ای علیه پروس تشکیل دهد. وی به آسانی روسیه و اغلب دولت‌های آلمانی را در این اتحادیه وارد کرد و سپس فرانسه را نیز به طرفداری از اتریش واداشت. در نتیجهٔ این اقدامات، اتحادیه‌ها به صورتی مخالف و معکوس وضعی که سابق داشتند درآمدند، چون دولت انگلیس هم به طرفداری پروس برخاست و سوئد هم علیه پروس به متحدین پیوست. به این ترتیب دو جنگ، به موازات هم و تقریباً در یک زمان آغاز شد، یکی دریائی و مستعمراتی، و دیگری جنگ در خشکی، که صحنهٔ اصلی آن آلمان بود.